# دایدو هافینار
دیدو هافینار (ژاپنی: ハーフナー ディド؛ زادهٔ ۲۶ سپتامبر ۱۹۵۷) یک بازیکن فوتبال اهل هلند است که داری ملیت ژاپنی است.
از باشگاه‌هایی که در آن بازی کرده‌است می‌توان به باشگاه فوتبال سانفریس هیروشیما، باشگاه فوتبال توکیو وردی، باشگاه فوتبال ناگویا گرامپوس، باشگاه فوتبال جوبیلو ایواتا و باشگاه فوتبال هوکایدو کونسادول ساپورو اشاره کرد.